# موثق
الموثق هو شخص مختص ومدرب في علم التوثيق ومتخصص في مساعدة الباحثين في بحثهم عن التوثيق العلمي والتقني.
مع تطوير قواعد البيانات الببليوغرافية مثل مدلاين، كان الموثقون متخصصين في البحث في قواعد البيانات هذه نيابة عن المستخدمين.
عندما غيّر مجال التوثيق اسمه إلى علم المعلومات، غالبًا ما حل مصطلح اختصاصي المعلومات أو متخصص المعلومات محل مصطلح الموثق.